# Le Désert d'Entremont
Pour les articles homonymes, voir Désert (homonymie).
Le Désert d'Entremont est une station de sports d'hiver de France située en Savoie, dans le massif de la Chartreuse, sur la commune d'Entremont-le-Vieux, au sud de Chambéry, au pied du mont Outheran.
La commune accueille également le Granier, une autre station de sports d'hiver, sur le versant opposé, au pied du mont Granier.

## Géographie

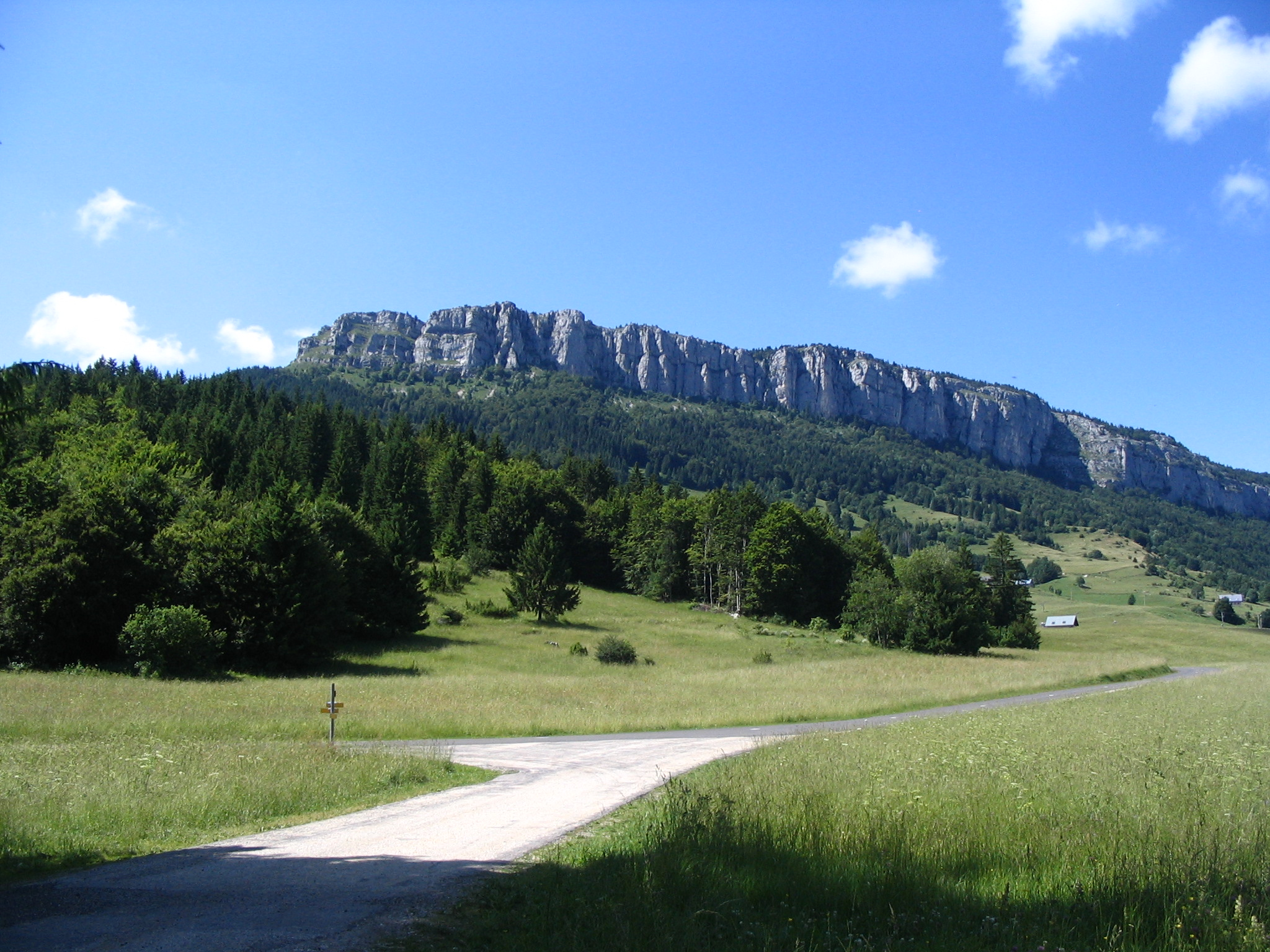
Le mont Outheran avec les pistes de ski en été vus depuis le col de la Cluse au sud.

La station du Désert d'Entremont est située dans le nord-est du massif de la Chartreuse, dominée par le mont Outheran situé au nord-ouest, face au mont Granier. Située entre 1 100 et 1 450 mètres d'altitude, elle comporte trois téléskis desservant sept pistes.
L'espace nordique est situé juste au nord du domaine alpin, sur l'adret du col du Mollard, et comporte plusieurs pistes et itinéraires de ski de fond et de randonnée à raquettes.
Elle est accessible par la route départementale 45 à partir de Saint-Jean-de-Couz via Corbel ou d'Entremont-le-Vieux.

## Histoire
Le développement du ski dans la vallée des Entremonts se développe à partir de 1968 avec la mise en place du foyer de ski de fond.

## Hébergement et restauration
En 2014, la capacité d'accueil de la station, estimée par l'organisme Savoie Mont Blanc, est de 2 527 lits touristiques répartis dans 404 établissements. Les hébergements se répartissent comme suit : 76 meublés ; 2 résidences de tourisme ; 2 refuges ou gîtes d'étape et une chambre d'hôtes.
La capacité de la commune d'Entremont-le-Vieux est de 1 448 lits touristiques répartis dans 224 établissements. Pour la commune voisine de Corbel, les 59 établissements proposent 358 lits touristiques.

## Exploitation
La station de ski est gérée depuis 1972 par la société anonyme d'Aménagement du Désert d'Entremont.
En hiver, avec présence de neige, on peut y pratiquer le ski alpin, le snowboard et la luge.
Le forfait de ski est commun au Désert d'Entremont et au Granier.